# OK (Gazzelle)
OK è il terzo album in studio del cantante italiano Gazzelle, pubblicato il 12 febbraio 2021.

## Descrizione
L'album è composto da undici tracce, quattro delle quali (Destri, Lacri-ma, Scusa e Belva) già pubblicate nei mesi precedenti come singoli. Queste quattro tracce in particolare hanno resto celebre il cantautore romano, che con Destri è riuscito ad aggiudicarsi due dischi di platino ed il podio della Top Singoli FIMI. All'interno dell'album è poi presente Coltellata, la traccia scritta in collaborazione con l'artista italiano tha Supreme.

## Distribuzione

### Presentazione
L'album è stato presentato tramite i canali ufficiali dell'artista nei primi di gennaio, subito dopo sono state anche annunciate due date di concerti nei quali il cantautore con la sua band avrebbe cantato per la prima volta in live l'album. Esattamente un mese dopo dall'annuncio della data di lancio sempre tramite i canali social ufficiali sono poi state pubblicate delle cassette antincendio, la loro particolarità era che invece dell'estintore all'interno vi era contenuto un vinile dell'album. Le cassette sono state poi disseminate in tutto il territorio milanese e chi fosse stato capace di trovarle avrebbe potuto portarsi a casa il vinile con ben 72 ore d'anticipo rispetto all'uscita ufficiale. Questa campagna promozionale era stata già vista con la pubblicazione dell'album Santeria di Gué Pequeno e Marracash del 2016. Anche in quel caso erano stati disseminati per Milano degli indizi per arrivare a trovare un disco contenente un brano dell'album.

### Botteghino
L'album è stato distribuito su tutte le piattaforme di streaming online tra cui Amazon Music, Apple Music e Spotify. Oltre ad essere stato distribuito via streaming è stato anche venduto via CD e vinile. È stata poi messa in vendita un boxset autografato numerato che è andato sold out dopo pochi giorni dalla sua messa in vendita. Il boxset conteneva un CD dell'album ufficiale, un paio di calzini e un berretto in edizione limitata con le grafiche dell'album.

## Recensioni
| Recensione        | Giudizio |
| ----------------- | -------- |
| Hey jude magazine |          |
| Diregiovani       |          |
| Insidemusic       |          |
| Newsic            | 7/10     |
| Rockol            | 6,5/10   |

Le recensioni dell'album sono state molto contrastanti. Secondo Hey Jude, l'autore vince per la sua abilità nella scelta melodica delle linee vocali, in compenso però alcuni brani ricordano vagamente pezzi di altri autori presentati in passato. Dire giovani invece sottolinea la bravura del cantante romano nel regalare un compendio di brani sull'amore, sulle relazioni e i patemi quotidiani di ognuno. Secondo questa testata giornalistica l'album però non è all'altezza dei precedenti anche se complessivamente risulta essere più che buono. Indiemusic elogia fortemente Scusa e Lacri-ma che sembrano arrivare direttamente dall'universo più introspettivo di Gazzelle. Gli autori dell'articolo sottolineano poi anche la cura dei video che accompagnano i testi scritti dall'autore.

## Singoli
Prima dell'uscita del disco, sono stati pubblicati quattro singoli. Il primo, Destri, è stato pubblicato il 25 settembre 2020 e ha vinto due dischi di platino. Il secondo è stato Lacri-ma, pubblicato il 10 novembre 2020 e seguito dopo solo tre giorni dal terzo singolo, Scusa. L'ultimo singolo, Belva, è stato invece pubblicato il 29 gennaio 2021, poco prima della pubblicazione dell'album. 
Il singolo estivo è Tuttecose in collaborazione con Mara Sattei, che anticipa la riedizione del disco. Poche settimane prima dell'uscita della riedizione viene pubblicato il singolo Fottuta canzone.

## Tracce
Testi di Flavio Bruno Pardini, musiche di Flavio Bruno Pardini, Federico Nardelli e Giordano Colombo.
1. Blu – 3:13
2. Destri – 3:05
3. GBTR – 3:30
4. Però – 2:49
5. Lacri-ma – 3:14
6. Ok – 2:52
7. 7 – 2:58
8. Belva – 2:55
9. Coltellata (feat. tha Supreme) – 2:45
10. Scusa – 3:30
11. Un po' come noi – 2:49

Tracce bonus nell'edizione OK un c***o
1. Tuttecose (feat. Mara Sattei) – 3:17
2. Fottuta canzone – 2:51
3. Brutta nuvola – 2:48
4. Meglio di prima – 2:50

Durata totale: 11:46

## Classifiche

### Classifiche settimanali
| Classifica (2021) | Posizione massima |
| ----------------- | ----------------- |
| Italia            | 1                 |

### Classifiche di fine anno
| Classifica (2021) | Posizione |
| ----------------- | --------- |
| Italia            | 16        |
| Classifica (2022) | Posizione |
| Italia            | 34        |
| Classifica (2023) | Posizione |
| Italia            | 68        |
| Classifica (2024) | Posizione |
| Italia            | 79        |